# 東京晴空塔城

東京晴空塔城標誌

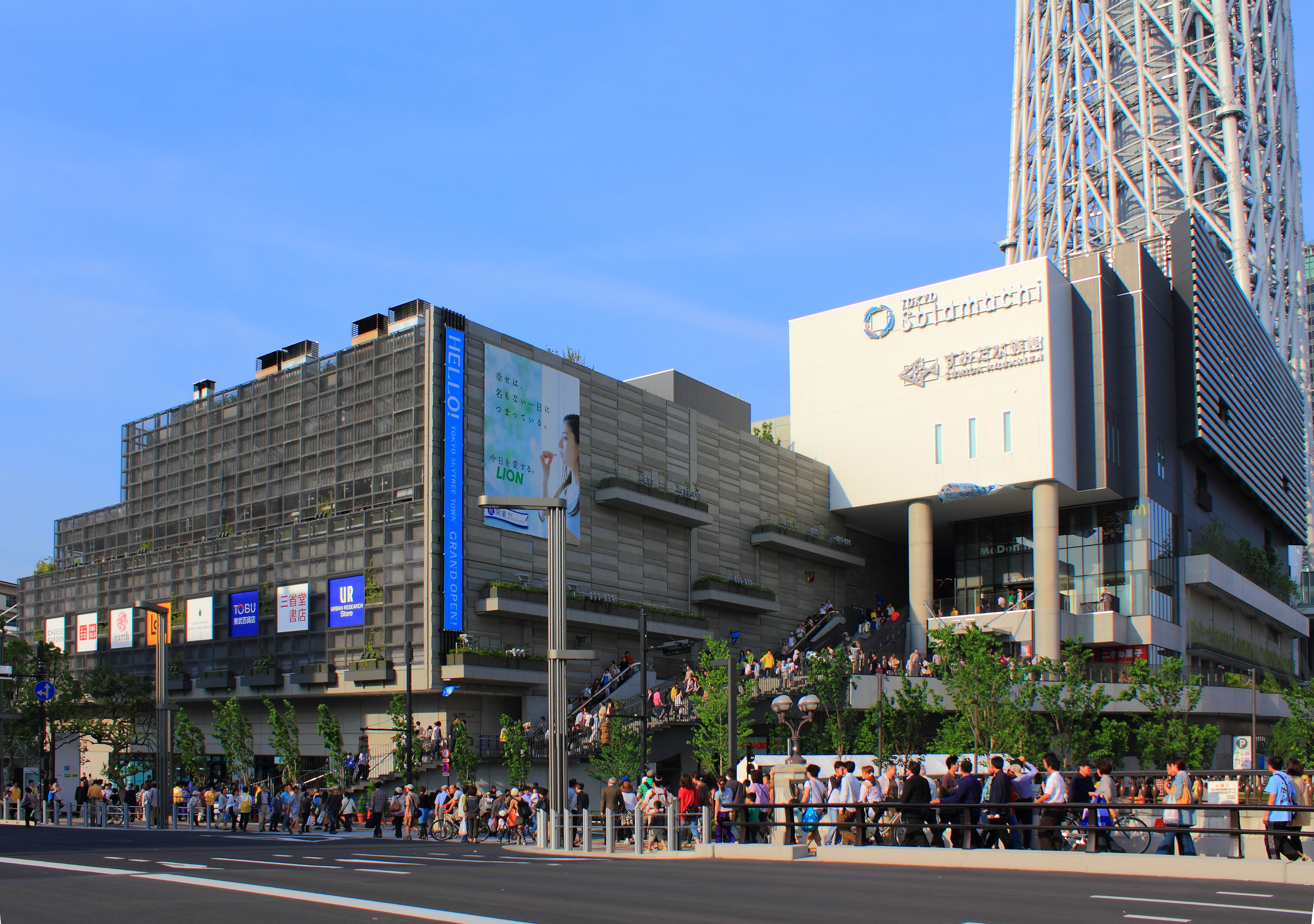
東京晴空塔城內的主要設施——東京晴空街道與墨田水族館

東京晴空塔城（日語：東京スカイツリータウン）是一個位於日本東京都墨田區押上，以東京晴空塔為主體所開發的複合商業設施，設施內包含有購物中心、天象儀、水族館、辦公室、教育相關設施、電波塔、展望台等不同類型的服務。2012年（平成24年）5月22日開幕。本設施與東武伊勢崎線（東武晴空塔線）東京晴空塔及京成押上線、都營地下鐵淺草線、東京地下鐵半藏門線、東武晴空塔線上的押上共構。

## 概要
- 地點：東京都墨田區押上一丁目
- 營運：東武鐵道
- 總樓板面積：約230,000m²
- 商業設施：約52,000m²　店鋪312間
- 用地面積：約36,900m²
- 電梯數：共50座（三菱製30座、日立（日语：日立ビルシステム）製7座、東芝（日语：東芝エレベータ）製13座）

原先第一年的預估遊客數量為3,200萬人。但預估值在開幕五個月後提高至4,400萬人，最後總遊客數達5,080萬人。

## 歷史
- 2008年（平成20年）7月14日－動工。
- 2012年（平成24年）
  - 3月2日－竣工。
  - 3月17日－業平橋站更名為東武晴空塔站。
  - 5月22日－開業。
  - 5月26日－遊客數達100萬人[2]。
  - 7月19日－遊客數達1,000萬人。
- 2013年（平成25年）5月14日－遊客數達5,000萬人。

## 主要設施
東京晴空塔（電波塔）
高634公尺，為世界第一高電波塔。並在高350公尺與450公尺處設置展望台。
東京晴空街道（商業設施）
由東武鐵道全額出資的管理公司東武鎮晴空街道株式會社（東武タウンソラマチ株式会社）營運。總樓板面積約52,000m²，店鋪312間。
東京晴空塔東塔（辦公、教育相關設施）
出租面積約25,300m²、地上31層的大樓
柯尼卡美能達天文館「天空」 in 東京晴空塔城
多功能球形劇場
墨田水族館
西街區開設的都市型水族館
東京晴空塔站
東京晴空塔城西側的最近車站
押上（晴空塔前）站
東京晴空塔城東側的最近車站

## 備註
1. 1 2 3  東京スカイツリータウン®が開業一周年を迎えましたPDF - 東武鉄道
2. ↑  .   [2014-02-15]. （原始内容存档于2019-06-17）.

## 外部連結
- TOKYO SKYTREE TOWN （页面存档备份，存于）－「東京晴空塔城」官方網站

35°42′35.7″N 139°48′35.5″E / 35.709917°N 139.809861°E